# Zaupaj mi svoje sanje
Zaupaj mi svoje sanje (izvirno angleško Tell me your dreams) je kriminalni roman, ki ga je napisal ameriški književnik Sidney Sheldon. Prvič je izšel leta 1998. Roman pripoveduje o enem najbolj čudnih sojenj stoletja. Glavna junakinja Ashely se spopada z boleznijo disociativne identitete, za katero pa seveda ne ve , da jo ima. V slovenščino ga je prevedla Ferdo Miklavc. 
Sheldon je napisal 18 romanov, ki so bili prevedeni v 71 jezikov. 

## Vsebina
Ashely Patterson je umirjeno, skrivnostno dekle, slavnega očeta srčne mikrokirurgije Stevena Pattersoma. Ta jo je v otroštvu zlorabil zaradi česar Ashely zelo trpi. Da bi preživela v sebi nezavedno ustvari še dve osebi: agresivno Angležinjo Toni in promiskuitetno Italijanko Alette, z namenom , da druga drugo varujejo. Ashely ju ne pozna, zato tudi ne ve, za umore petih posiljenih in kastriranih moških. Vlogo posiljevalke je odigrala Alette, za zakol in kastracijo pa je poskrbela hladnokrvna Toni. Vendar se vsi prstno odtisi med seboj ujemajo. Začne se dolgotrajni sodni proces proti Ashely. Knjiga nam predstavi bolezen razcepljene osebnosti oziroma bolezen disociativne identitete. 
Avtor tega kriminalnega romana, Sidney Sheldon naj bi knjigo napisal na podlagi resničnih dogodkov. Zelo napeto branje, pri čemer si bralec postavi vprašanje ali je Ashely za svoja dejanja upravičena.

## Zbirka
Delo, izdano leta 2000 pri Mladinski knjigi, je bilo uvrščeno v zbirko Oddih. Delo, izdano leta 2005 pa je bil pri tej isti založbi uverščeno v zbirko Žepnice.

## Ocene in nagrade
Za svoja dela je bil nagrajen z oskarjem, s tonyem in z nagrado Edgarja Alana Poeja.

## Izdaje in prevodi
- Izvirnik je izšel leta 1998 pri založbi Harper Collins.(COBISS)
- Leta 1999 je izšla nova izdaja pri založbi Warner Books.(COBISS)
- Leta 2009 je izšla pri založbi Alnari srbska različica romana.(COBISS)